# Église Saint-Christophe de Mareuil-Caubert
Pour les articles homonymes, voir Église Saint-Christophe.
L'église Saint-Christophe est une église catholique située à Mareuil-Caubert, près d'Abbeville, en France. C'est l'une des rares églises en partie romane du département de la Somme.

## Historique
La construction de l'église fut entreprise en 1096 par Henri Boutery, seigneur de Mareuil. Elle eut à souffrir de destruction en 1346 au moment de la bataille de Crécy, au début de la guerre de Cent Ans mais son portail et le tympan furent préservés. Elle fut reconstruite par la suite.
Aussi sa construction, sur le dernier escarpement d'un plateau dominant la vallée de la Somme, s'échelonna-t-elle du XIIe au XVIe siècle. 
L'édifice était jadis l'église d'un prieuré dépendant de l'abbaye bénédictine de Breteuil (Oise).

## Description sommaire
On accède à l'édifice par un bel escalier extérieur en bois. L'église est en partie de styles roman et gothique.
Le clocher est du XIIe siècle, la nef et les collatéraux sont un peu antérieurs et les trois travées du chœur sont successivement gothique, romane et gothique. L'église se termine par une abside à trois pans.
La façade est la partie la plus intéressante de l'édifice. Elle est renforcée par deux contreforts disposés de chaque côté du portail.

### Le portail roman
Le portail datant de la première moitié du XIIe siècle est protégé par un auvent en charpente du XVIe siècle, au gâble aigu. Le porche en arc en plein cintre est encadré de voussures au décoré de lignes brisées. Il est surmonté d'un tympan sculpté représentant le Christ en majesté au milieu du Tétramorphe (représentation symbolique des quatre Évangélistes).

#### Le tympan
Bien que de dimensions assez modestes on distingue sur ce tympan sculpté plusieurs motifs figurés en relief :
- Jésus, assis, levant la main droite pour bénir de deux doigts dressés (signifiant sa dualité divine et humaine).
- Il tient dans la main gauche la Bible et a à ses pieds deux animaux couchés tournent très symétriquement la tête vers lui :
- à sa droite, le lion (attribut de saint Marc), et à sa gauche, le bœuf (de saint Luc). L'aigle (figure de saint Jean) est au-dessus du lion, et l'ange (ou l'homme, désignant saint Matthieu) survole le bœuf.

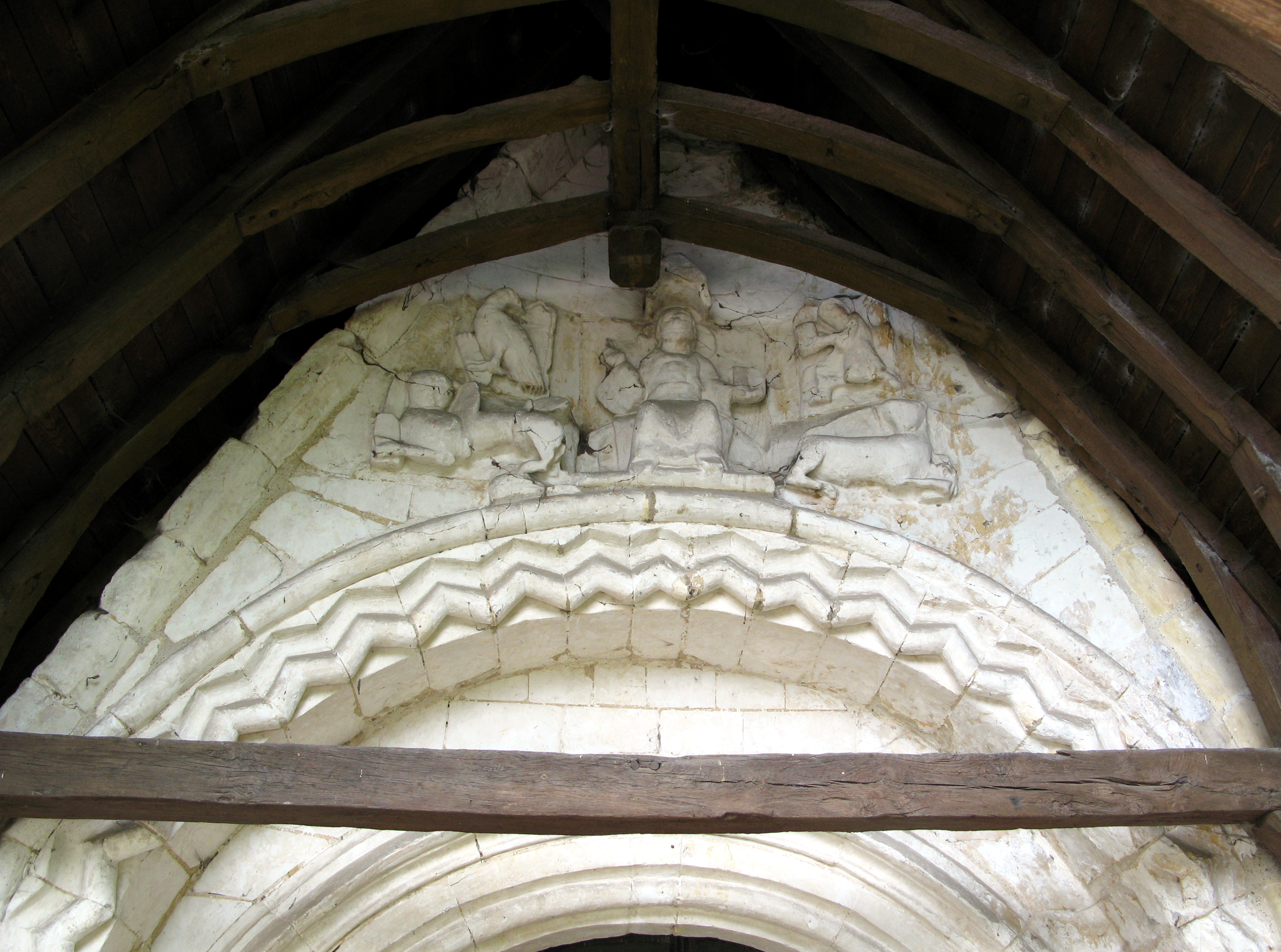
Tympan roman

- Les motifs à droite du Christ sont relativement plus précis et plus détaillés que ceux à sa gauche (conséquence vraisemblable de l'érosion de la pierre) : les ailes de l'aigle et du lion, ainsi que le livre qu'ils tiennent entre leurs pattes sont encore parfaitement reconnaissables.

### Frise et fenêtres
Le portail est surmonté de deux fenêtres géminées en plein cintre qui sont elles-mêmes surmontées d'une corniche à modillons figurés. Au-dessus se trouve le clocher coiffé d'un toit en ardoise à quatre pans.

### Intérieur
À l'intérieur de l'église, dans une niche, se trouve une statue en bois d'un saint, évêque ou abbé.

## Classement
L'édifice a été classé au titre des monuments historiques en 1908.

## Pour approfondir